# محوطه باباسلمان
محوطه باباسلمان مربوط به عصر آهن است و در شهرستان شهریار، بخش مرکزی، شهر باغستان، شهرک بابا سلمان واقع شده و این اثر در تاریخ ۱۱ شهریور ۱۳۸۲ با شمارهٔ ثبت ۹۸۹۷ به‌عنوان یکی از آثار ملی ایران به ثبت رسیده است.